# Enrico Kühn
Enrico Kühn, född den 10 mars 1977 i Bad Langensalza, Östtyskland, är en tysk bobåkare.
Han tog OS-guld i herrarnas fyrmanna i samband med de olympiska bobtävlingarna 2002 i Salt Lake City.